# Finisterre
|  | No s'ha de confondre amb Fisterra. |

Finisterre (29) (en francès Finistère i en bretó Penn-ar-Bed), també dit de manera conservadora Penarbet, és un departament francès situat a la Bretanya. El seu nom en bretó i en llatí vol dir "fi de la terra". La capital del departament és Quimper, i les altres ciutats importants són Douarnenez, Châteaulin, Morlaix, Concarneau, i 
Brest, base dels submarins nuclears francesos.

## Història
El departament de Finisterre és un dels vuitanta-tres departaments originals creats durant la Revolució Francesa, el 4 de març de 1790 (en aplicació de la llei del 22 de desembre de 1789). Va ser creat a partir de la part més occidental de l'antiga província de Bretanya.

## Geografia
El departament bretó de Finisterre limita a l'est amb els departaments de les Costes del Nord i Ar Mor-Bihan, mentre que al nord, a l'oest i al sud les seves costes estan banyades pel canal de la Mànega i l'oceà Atlàntic.

## Llengua
Finisterre és el departament amb més parlants de bretó de tota la regió. Els efectius ponderats que aporta l'enquesta Etude de l'histoire familiale, duta a terme per l'INSEE (Institut Nacional d'Estadística i Estudis Econòmics) el 1999, són de 132.000 parlants de bretó majors de divuit anys. Aquesta xifra suposa el 15,49% de la població total del departament de Finisterre. Així mateix hom hi afegeix els alumnes de les escoles bilingües (4.333 a l'inici del curs escolar 2005-2006) i els alumnes que segueixen cursos de bretó en els establiments públics de primària (més de 7.600 al curs 2002-2003) i de secundària (més de 1.800 al curs 2002-2003).

## Demografia
| Evolució de la població |         |         |         |         |         |         |         |         |
| 1793                    | 1800    | 1806    | 1821    | 1831    | 1836    | 1841    | 1846    | 1851    |
| -                       | 439 046 | 452 895 | 483 095 | 524 396 | 546 955 | 576 068 | 612 151 | 617 710 |

| 1856    | 1861    | 1866    | 1872    | 1876    | 1881    | 1886    | 1891    | 1896    |
| ------- | ------- | ------- | ------- | ------- | ------- | ------- | ------- | ------- |
| 606 552 | 627 304 | 662 485 | 642 963 | 666 106 | 681 564 | 707 820 | 727 012 | 739 648 |

| 1901    | 1906    | 1911    | 1921    | 1926    | 1931    | 1936    | 1946    | 1954    |
| ------- | ------- | ------- | ------- | ------- | ------- | ------- | ------- | ------- |
| 773 014 | 795 103 | 809 771 | 762 514 | 753 702 | 744 295 | 756 793 | 724 735 | 727 847 |

| 1962    | 1968    | 1975    | 1982    | 1990    | 1999    | 2006 | 2011 | 2016 |
| ------- | ------- | ------- | ------- | ------- | ------- | ---- | ---- | ---- |
| 749 558 | 768 929 | 804 088 | 828 364 | 838 687 | 852 418 | -    | -    | -    |

| 2019 | - | - | - | - | - | - | - | - |
| ---- | - | - | - | - | - | - | - | - |
| -    | - | - | - | - | - | - | - | - |